# バヤン (タングート部)
バヤン（Bayan、生没年不詳）は、モンゴル帝国に仕えたタングート人将軍の一人。『元史』などの漢文史料では拜延(bàiyán)と記される。

## 概要
バヤンの先祖は西夏国に仕える家系であったが、父の火奪都の時代からモンゴル帝国に仕えるようになった。父はチンギス・カンに質子（トルカク）として仕え、百人隊長に任じられた。第2代皇帝オゴデイの時代には陝西方面タンマチを率いるネウリンの指揮下で西川方面に進出するよう命じられ、クドゥが臨洮で反乱を起こすと、蒙古・漢軍を率いるよう命じられて反乱討伐に従事したが間もなく陣没し、子のパヤンが跡を継いだ。
1272年（至元9年）にバヤンは征行千戸に任じられ、1273年（至元10年）には成都に侵攻してきた南宋軍を厳忠範の指揮の下撃退した。またネウリンの子のイェスデルの指揮下に入って嘉定攻めに加わり、その後も叙州・重慶の攻略に参加して多くの功績を残した。
1275年（至元12年）には東西両川蒙古漢軍万戸に任じられ、この後四川地方平定のため主に西川で活動することになる。同年にはオングト部の汪田哥が忠州を攻める際に別動隊として涪州に派遣された。しかし、この隙をついて汪田哥軍を奇襲しようと南末軍が長江を下ってきたことを察知すると、パヤンは急ぎ軍を返して逆に南宋軍を奇襲し、武将の李春と多数の物資を獲得し、軍船を多数焼き払う功績を挙げた。
1276年（至元13年）には一度投降していた瀘州が再び背いたためバヤンが派遣され、珍珠堡の戦いにて敵将の王世昌を打ち取り暗渓寨に入った。南宋軍は瀘州を再奪取すべく合州の兵が駆け付けたが、バヤンはこの合州軍も破って遂に瀘州を平定した。行院副使のブカによる重慶攻めではバヤンは遊撃隊と位置付けられ、敵軍の間課4名をとらえた。重慶が陥落すると、宣武将軍・蒙古漢軍総管に任じられている。
1282年（至元19年）、四川平定が成るとバヤンは総帥の汪田哥とともに論功行賞のためクビライの下に入見し、懐遠大将軍・管軍万戸に任じられた。その後バヤンが亡くなると子の答察児が跡を継ぎ、明威将軍・興元金州万戸府ダルガチに任じられた。

## モンゴル帝国の四川駐屯軍
- 成都等路万戸府(成都路)…耶律禿満答児・汪嗣昌一族・劉恩一族
- 嘉定万戸府(嘉定府路)…テムル・ブカ一族
- 保寧万戸府(広元路)…石抹不老一族・汪惟簡一族
- 順慶等処万戸府(順慶路)…不明
- 重慶五路守鎮万戸府(重慶路)…郝和尚バアトル一族
- 夔州路万戸府(夔州路)…石抹狗狗一族
- 叙州万戸府(叙州路)…不明